# Cena Milady Paulové
Cena Milady Paulové je ocenění udělované od roku 2009 Ministerstvem školství, mládeže a tělovýchovy České republiky ve spolupráci s Národním kontaktním centrem – gender a věda Sociologického ústavu AV ČR vědkyním jako ocenění za jejich badatelskou práci. Každým rokem je laureátka z jiné vědní oblasti. Cena nese jméno české historičky specializující se na oblast Byzance, profesorky Milady Paulové. Ta jako první žena získala možnost přednášet na Karlově univerzitě (1925) a stala se první mimořádnou (1935) a poté i řádnou profesorkou (1945 se zpětnou platností od roku 1939) v Československu.
Ocenění získává osobnost za významný přínos k rozvoji svého vědeckého oboru, mimořádné výsledky v oblasti mezinárodního výzkumu a vývoje, významnou pedagogickou, publikační nebo popularizační činnost či zásluhy o rozvoj občanské společnosti. Cena se uděluje jednou za kalendářní rok a tvoří ji vedle diplomu také finanční ocenění ve výši až 150 000 Kč. Od roku 2018 se částka zvýšila na 250 000 Kč.

## Laureátky
- rok 2009 (udělována v oblasti udržitelného rozvoje a ekologie): prof. RNDr. Milena Rychnovská, DrSc.[5]
- rok 2010 (udělována v oblasti ekonomie): Ing. Růžena Vintrová, DrSc.[6]
- rok 2011 (udělována v oblasti chemie): prof. Ing. Kateřina Demnerová, CSc.[7]
- rok 2012 (udělována v oboru historických věd): prof. PhDr. Zdeňka Hledíková, CSc.[8]
- rok 2013 (udělována v oblasti farmakologie a toxikologie): prof. MUDr. Alexandra Šulcová, CSc.[9]
- rok 2014 (udělována v oblasti stavebního inženýrství a architektury)[10]: prof. Ing. Alena Kohoutková, CSc., FEng.[11]
- rok 2015 (udělována v oblasti výzkumu o fyzice): RNDr. Alice Valkárová, DrSc.[12]
- rok 2016 (udělována v oblasti zemědělských věd): prof. Zdeňka Svobodová
- rok 2017 (udělována v oblasti klinické medicíny): prof. Jiřina Bartůňková
- rok 2018 (udělována v oblasti věd o vzdělávání a výchově): prof. Eliška Walterová
- rok 2019 (udělována v oblasti jazykověd): prof. Marie Čechová
- rok 2020 (udělována v oblasti elektrotechniky): Ing. Ilona Müllerová, DrSc.
- rok 2021 (udělována v oblasti matematiky)
- rok 2022 (udělována v oblasti neurovědy)
- rok 2023 (udělována v oblasti bioekonomiky)
- rok 2024 (udělována v oblasti psychologie)
- rok 2025 (udělována v oblasti umělé inteligence)